# Бертоши
Бертоши (итал. Bertozzi) је насељено место у Републици Хрватској у Истарској жупанији. Административно је у саставу Града Пазина.

## Становништво
Према последњем попису становништва из 2001. године у насељу Бертоши је било 275 становника који су живели у 76 породичних домаћинства.
Кретање броја становника по пописима 1857—2001.
| година пописа  | 1857. | 1869. | 1880. | 1890. | 1900. | 1910. | 1921. | 1931. | 1948. | 1953. | 1961. | 1971. | 1981. | 1991. | 2001. |
| бр. становника | 0     | 0     | 234   | 277   | 298   | 293   | 0     | 0     | 253   | 234   | 213   | 172   | 132   | 154   | 275   |

Напомена:У 1857., 1869., 1921. и 1931. подаци су садржани у насељу Пазин. До 1981. исказивано под именом Бртоши.